# NXT Women's Championship
El NXT Women's Championship (Campeonato Femenino de NXT, en español) es un campeonato femenino de lucha libre profesional creado y utilizado por la compañía estadounidense WWE, en la marca NXT. La actual campeona es Jacy Jayne, quien se encuentra en su primer reinado.
El campeonato se creó el 5 de abril de 2013, realizándose un torneo para definir a la primera campeona, el cual fue ganado por Paige. Dentro de NXT es uno de los cuatro campeonatos que existen. El Campeonato de NXT corresponde a la división masculina y así mismo siendo el campeonato más importante. El nombrado Campeonato Femenino es el segundo que como bien dice su nombre, corresponde a la división femenina de la marca. Por último, el Campeonato en Parejas de NXT es el único de su tipo, el cual corresponde a la división en parejas y es ostentado solo por equipos de dos luchadores.
Ha logrado tres veces ser el main event de un evento de NXT TakeOver — exclusivo de la marca — sin contar el evento NXT Arrival cuyo título fue descontinuado por el ya mencionado. En los eventos NXT TakeOver: Respect, NXT TakeOver: In Your House y NXT TakeOver: Stand & Deliver dejó al Campeonato de NXT en segundo plano.

## Historia

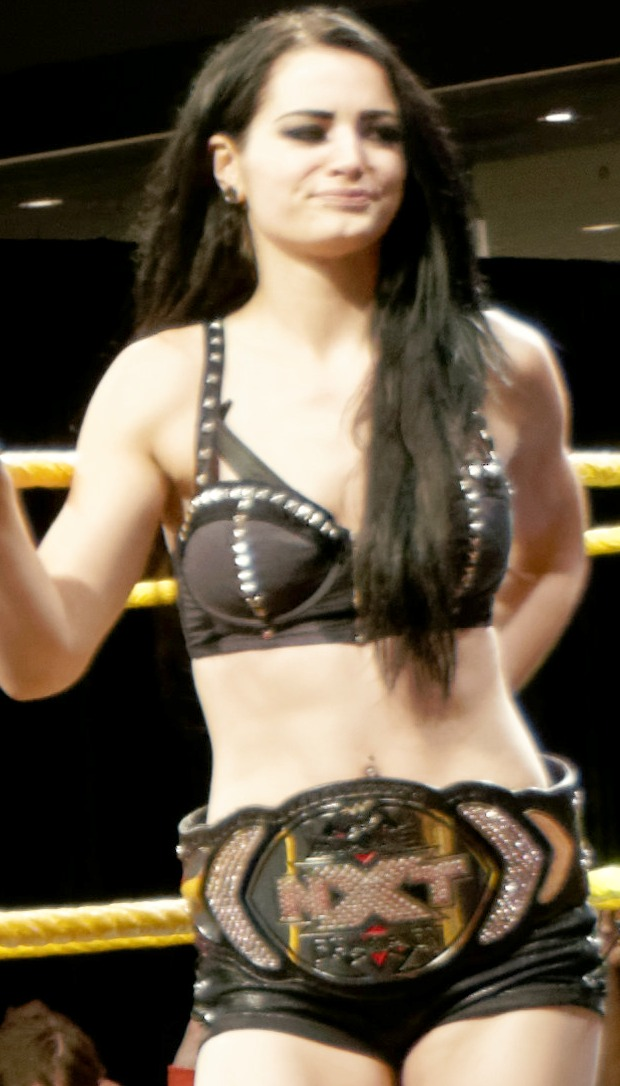
La campeona inaugural, Paige con el diseño original del campeonato (2013-2017).

El campeonato se introdujo por primera vez el 5 de abril de 2013 en WrestleMania Axxess. En las grabaciones del 30 de mayo de NXT (episodio del 5 de junio) se anunció por Stephanie McMahon que habría un torneo, con cinco talentos femeninos de desarrollo y tres talentos femeninos de la lista principal, que competirían para ser coronada como Campeona Femenina de NXT en un formato de sistema de eliminación directa. La primera campeona femenina de NXT fue coronada el 20 de junio de 2013, Paige, quien derrotó a Emma en la final del torneo. Más adelante Paige retuvo el título ante Emma en NXT arRival.
El 24 de abril de 2014 el campeonato quedó, por primera vez, vacante ya que Paige había vencido a la entonces Campeona de Divas de WWE AJ Lee en un combate por el título donde ganó el campeonato y no podía defender ambos títulos al mismo tiempo, siendo así desposeída del título de NXT por JBL.
La semana siguiente JBL inició un nuevo torneo por el título, quedando como sigue los combates de primera ronda: Sasha Banks venció a Bayley, Natalya venció a Layla, Alexa Bliss venció a Alicia Fox y Charlotte venció a Emma.

### Torneo por el título
Se inició un torneo el 5 de junio de 2013. La final se celebró el 20 de junio de 2013 (Episodio emitido el 24 de julio), para coronar a la primera campeona.

## Campeonas

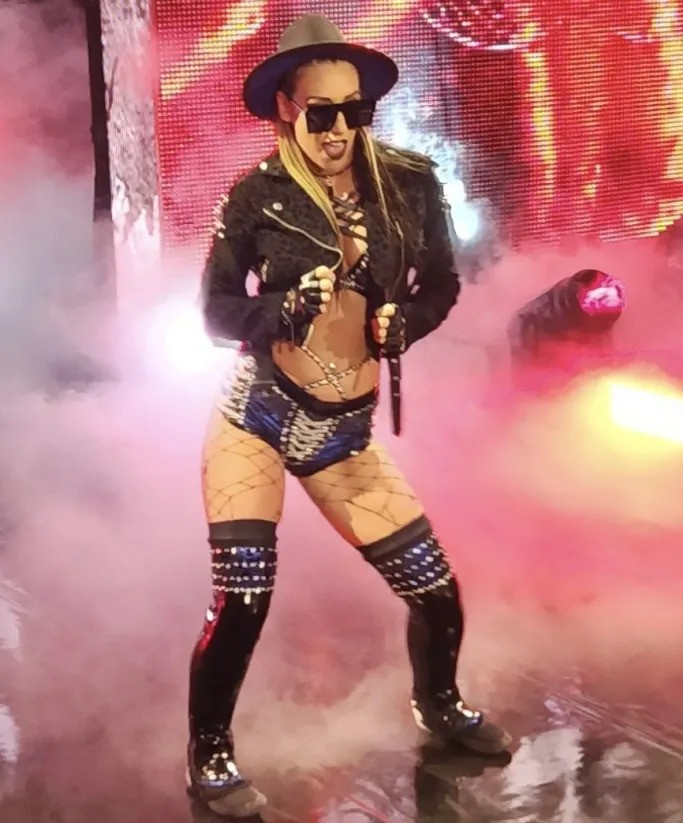
La campeona actual, Jacy Jayne.

El Campeonato Femenino de NXT es un campeonato de la división femenina que está vigente desde 2013. La campeona inaugural fue Paige, quien ganó el título al derrotar a Emma en la final del torneo inaugural el 20 de junio de 2013 en un episodio de NXT. Desde entonces, ha habido 20 distintas campeonas oficiales, repartidas en 23 reinados en total. El campeonato ha sido declarado vacante en tres ocasiones a lo largo de su historia. Paige, Asuka, Kairi Sane, Rhea Ripley, Io Shirai, Indi Hartwell, Becky Lynch,  Lyra Valkyria, Giulia y Stephanie Vaquer son las 10 luchadoras no estadounidenses que han ostentado el título.
El reinado más largo en la historia del título le pertenece a Asuka, quien mantuvo el campeonato durante 510 días, empezando el 1 de abril de 2016 y finalizando el 24 de agosto de 2017, sin embargo, WWE reconoce el reinado hasta el 6 de septiembre de 2017, fecha en la que el episodio sería emitido en diferido, totalizando oficialmente 522 días. En contraparte, Indi Hartwell posee el reinado más corto, con 31 días.
En cuanto a los días en total como campeona (un acumulado entre la suma de todos los días de los reinados individuales de cada luchadora), Shayna Baszler posee el primer lugar, con 549 días en dos reinados. Le siguen Asuka (510 días en un reinado), Mandy Rose (413 días en un reinado), Roxanne Perez (385 días en dos reinados) y Charlotte Flair (321 días en dos reinados). Además, tres luchadoras fueron campeonas durante más de un año de manera ininterrumpida: Asuka (510 días), Shayna Baszler (416 días) y Mandy Rose (413 días).
La campeona más joven es Paige, quien a los 20 años y 307 días derrotó a Emma en la final del torneo inaugural. Mientras, la campeona de más edad es Shayna Baszler, quien a los 38 años y 81 días derrotó a Ember Moon el 7 de abril de 2018 en NXT TakeOver: New Orleans. En cuanto al peso de las campeonas, Raquel González es la más pesada con 80 kilogramos, mientras que Sasha Banks y Kairi Sane son las más livianas, con 52 kilogramos.
Por último, Shayna Baszler, Charlotte Flair y Roxanne Perez son las luchadoras que más reinados poseen, con 2.

### Campeona actual
La campeona actual es Jacy Jayne, quien se encuentra en su primer reinado. Jayne ganó el título tras derrotar a la excampeona Stephanie Vaquer el 27 de mayo de 2025 en NXT.
Jayne registra hasta el 16 de agosto de 2025 las siguientes defensas televisadas:
1. vs. Lainey Reid (10 de junio de 2025, NXT)
2. vs. Jordynne Grace (13 de julio de 2025, Evolution)
3. vs. Masha Slamovich (20 de julio de 2025, Slammiversary)

### Lista de campeonas
| N.º | Campeona         | Lucha                    | Lucha                         | Lucha                   | Estadísticas | Estadísticas | Estadísticas      | Notas y referencias |
| N.º | Campeona         | Fecha                    | Evento                        | Ubicación               | Reinado      | Días         | Días rec. por WWE | Notas y referencias |
| --- | ---------------- | ------------------------ | ----------------------------- | ----------------------- | ------------ | ------------ | ----------------- | --- |
| 1   | Paige            | 20 de junio de 2013      | NXT                           | Winter Park, Florida    | 1            | 308          | 273               | Derrotó a Emma en la final de un torneo para convertirse en la campeona inaugural. WWE reconoce el reinado desde el 24 de julio del 2013, cuando se emitió el episodio en diferido.                                                                                |
| —   | Vacante          | 24 de abril de 2014      | NXT                           | Baltimore, Maryland     | —            | —            | —                 | El Gerente General de NXT John "Bradshaw" Layfield, despojó a Paige del título cuando ganó el Campeonato de Divas de la WWE. |
| 2   | Charlotte        | 29 de mayo de 2014       | NXT TakeOver                  | Winter Park, Florida    | 1            | 258          | 258               | Derrotó a Natalya en la final de un torneo por el vacante campeonato. |
| 3   | Sasha Banks      | 11 de febrero de 2015    | NXT TakeOver: Rival           | Winter Park, Florida    | 1            | 192          | 191               | Fue un Fatal Four-Way Match, el cual incluyó a Bayley y Becky Lynch. |
| 4   | Bayley           | 22 de agosto de 2015     | NXT TakeOver: Brooklyn        | Brooklyn, Nueva York    | 1            | 223          | 223               | [ 9 ] |
| 5   | Asuka            | 1 de abril de 2016       | NXT TakeOver: Dallas          | Dallas, Texas           | 1            | 510          | 522               | WWE reconoce que el reinado finalizó el 6 de septiembre de 2017, cuando el episodio se transmitió en diferido. Durante su reinado el diseño del título cambió. Este es el reinado más largo de la historia del campeonato.                                         |
| —   | Vacante          | 24 de agosto de 2017     | NXT                           | Winter Park, Florida    | —            | —            | —                 | Asuka renunció al título después de sufrir una lesión en la clavícula en NXT TakeOver: Brooklyn III para posteriormente ser promovida al plantel principal. Este episodio se emitió en diferido el 6 de septiembre de 2017.                                        |
| 6   | Ember Moon       | 18 de noviembre de 2017  | NXT TakeOver: WarGames        | Houston, Texas          | 1            | 140          | 139               | Derrotó a Peyton Royce, Kairi Sane y Nikki Cross en un Fatal Four-Way Match por el vacante campeonato. |
| 7   | Shayna Baszler   | 7 de abril de 2018       | NXT TakeOver: New Orleans     | Nueva Orleans, Luisiana | 1            | 133          | 132               | [ 13 ] |
| 8   | Kairi Sane       | 18 de agosto de 2018     | NXT TakeOver: Brooklyn 4      | Brooklyn, Nueva York    | 1            | 71           | 71                | [ 14 ] |
| 9   | Shayna Baszler   | 28 de octubre de 2018    | Evolution                     | Uniondale, Nueva York   | 2            | 416          | 416               | [ 15 ] |
| 10  | Rhea Ripley      | 18 de diciembre de 2019  | NXT                           | Winter Park, Florida    | 1            | 99           | 108               | WWE reconoce que este reinado finalizó el 5 de abril de 2020, cuando WrestleMania 36 se transmitió en diferido. |
| 11  | Charlotte Flair  | 5 de abril de 2020       | WrestleMania 36               | Orlando, Florida        | 2            | 74           | 63                | Anteriormente conocida únicamente como Charlotte. WrestleMania 36 sería grabado el 25 y 26 de marzo, pero se desconoce en cual de las dos fechas sucedió el combate. WWE reconoce el reinado desde el 5 de abril del 2020, cuando se emitió el evento en diferido. |
| 12  | Io Shirai        | 7 de junio de 2020       | NXT TakeOver: In Your House   | Winter Park, Florida    | 1            | 304          | 304               | Fue un Triple Threat Match, el cual incluyó a Rhea Ripley. |
| 13  | Raquel González  | 7 de abril de 2021       | NXT TakeOver: Stand & Deliver | Orlando, Florida        | 1            | 202          | 201               | [ 19 ] |
| 14  | Mandy Rose       | 26 de octubre de 2021    | NXT Halloween Havoc           | Orlando, Florida        | 1            | 413          | 413               | Fue un Trick or Street Fight. Durante su reinado, se rediseñó el título y se unificó con el Campeonato Femenino del Reino Unido de NXT. |
| 15  | Roxanne Perez    | 13 de diciembre de 2022  | NXT                           | Orlando, Florida        | 1            | 109          | 108               | |
| 16  | Indi Hartwell    | 1 de abril de 2023       | NXT Stand & Deliver           | Los Ángeles, California | 1            | 31           | 31                | Derrotó a Roxanne Perez, Gigi Dolin, Lyra Valkyria, Tiffany Stratton y Zoey Stark en un Ladder match. Este es el reinado más corto en la historia del campeonato.                                                                                                  |
| —   | Vacante          | 2 de mayo de 2023        | NXT                           | Orlando, Florida        | —            | —            | —                 | Hartwell renunció al título después de sufrir una lesión en el tobillo en NXT Spring Breakin' para posteriormente ser promovida al plantel principal. |
| 17  | Tiffany Stratton | 28 de mayo de 2023       | NXT Battleground              | Lowell, Massachusetts   | 1            | 107          | 107               | Derrotó a Lyra Valkyria en la final de un torneo. |
| 18  | Becky Lynch      | 12 de septiembre de 2023 | NXT                           | Orlando, Florida        | 1            | 42           | 42                | [ 22 ] |
| 19  | Lyra Valkyria    | 24 de octubre de 2023    | NXT Halloween Havoc           | Orlando, Florida        | 1            | 165          | 164               | [ 23 ] |
| 20  | Roxanne Perez    | 6 de abril de 2024       | NXT Stand & Deliver           | Filadelfia, Pensilvania | 2            | 276          | 276               | [ 24 ] |
| 21  | Giulia           | 7 de enero de 2025       | NXT New Year's Evil           | Los Ángeles, California | 1            | 63           | 63                | [ 25 ] |
| 22  | Stephanie Vaquer | 11 de marzo de 2025      | NXT Roadblock                 | Nueva York, Nueva York  | 1            | 77           | 77                | Fue un Winner Takes All Match, donde el Campeonato Norteamericano Femenino de NXT de Vaquer también estuvo en juego. |
| 23  | Jacy Jayne       | 27 de mayo de 2025       | NXT                           | Orlando, Florida        | 1            | 81+          | 81+               | Durante su reinado Jacy obtuvo el TNA Knockouts World Championship siendo así, la primera luchadora en ostentar un título de diferente compañía junto con el NXT Women's Championship.                                                                             |

### Total de días con el título

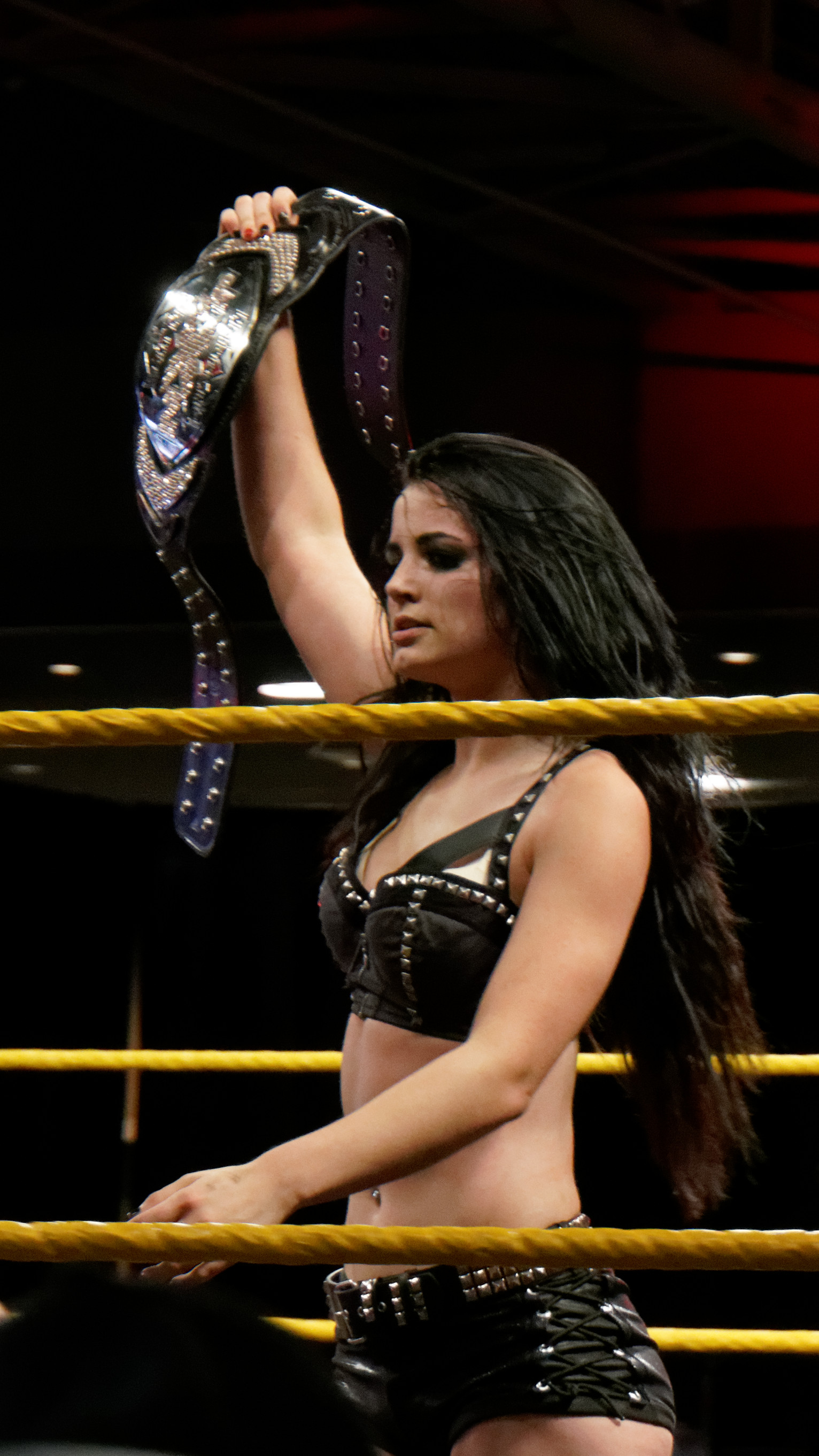
La campeona inaugural y la más joven, Paige.

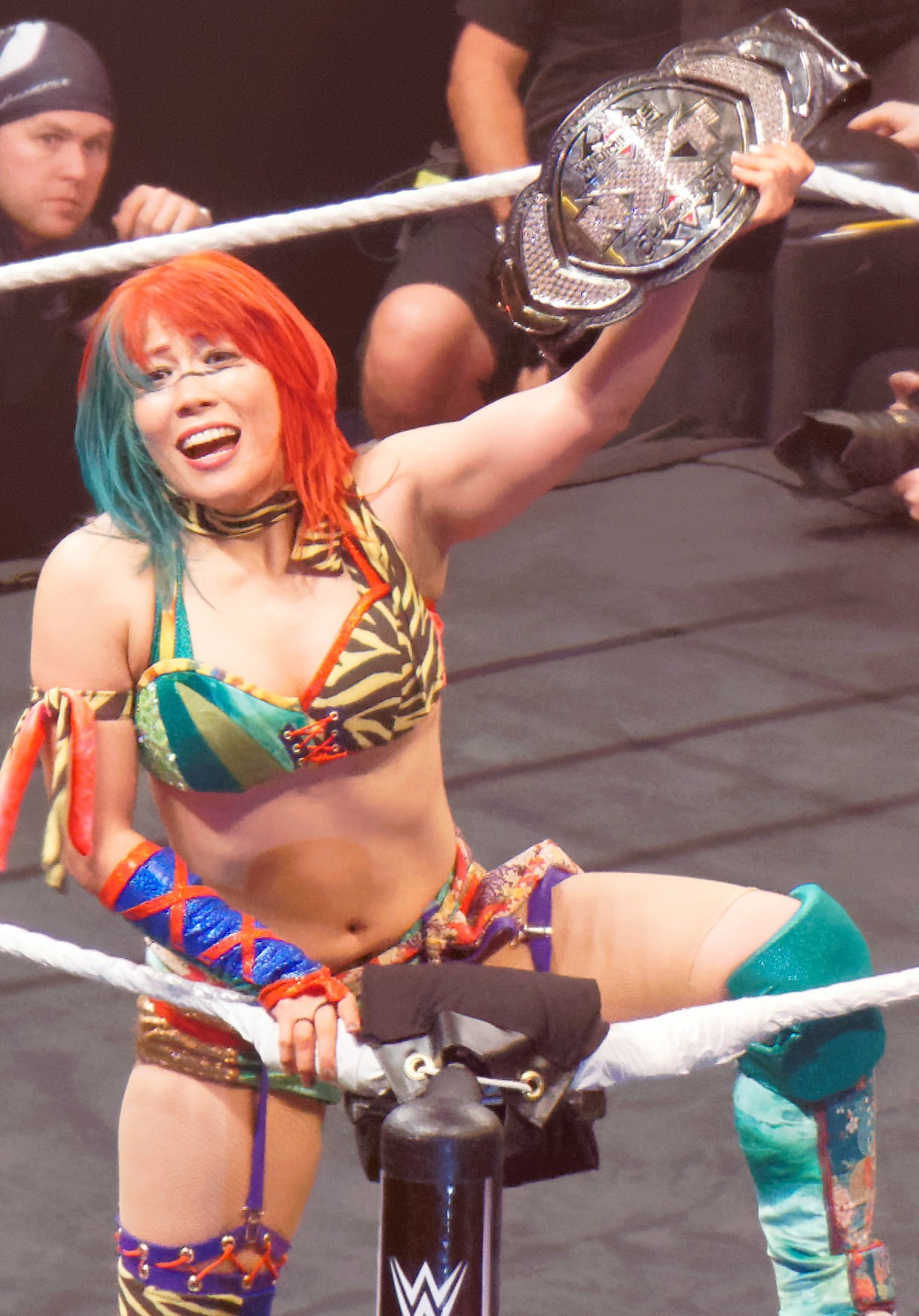
Una vez campeona y la del reinado más largo, Asuka, mostrada aquí con la versión original del cinturón del campeonato (2013-2017); su reinado duró 510 días (522 días reconocidos por WWE debido a un retraso de transmisión).

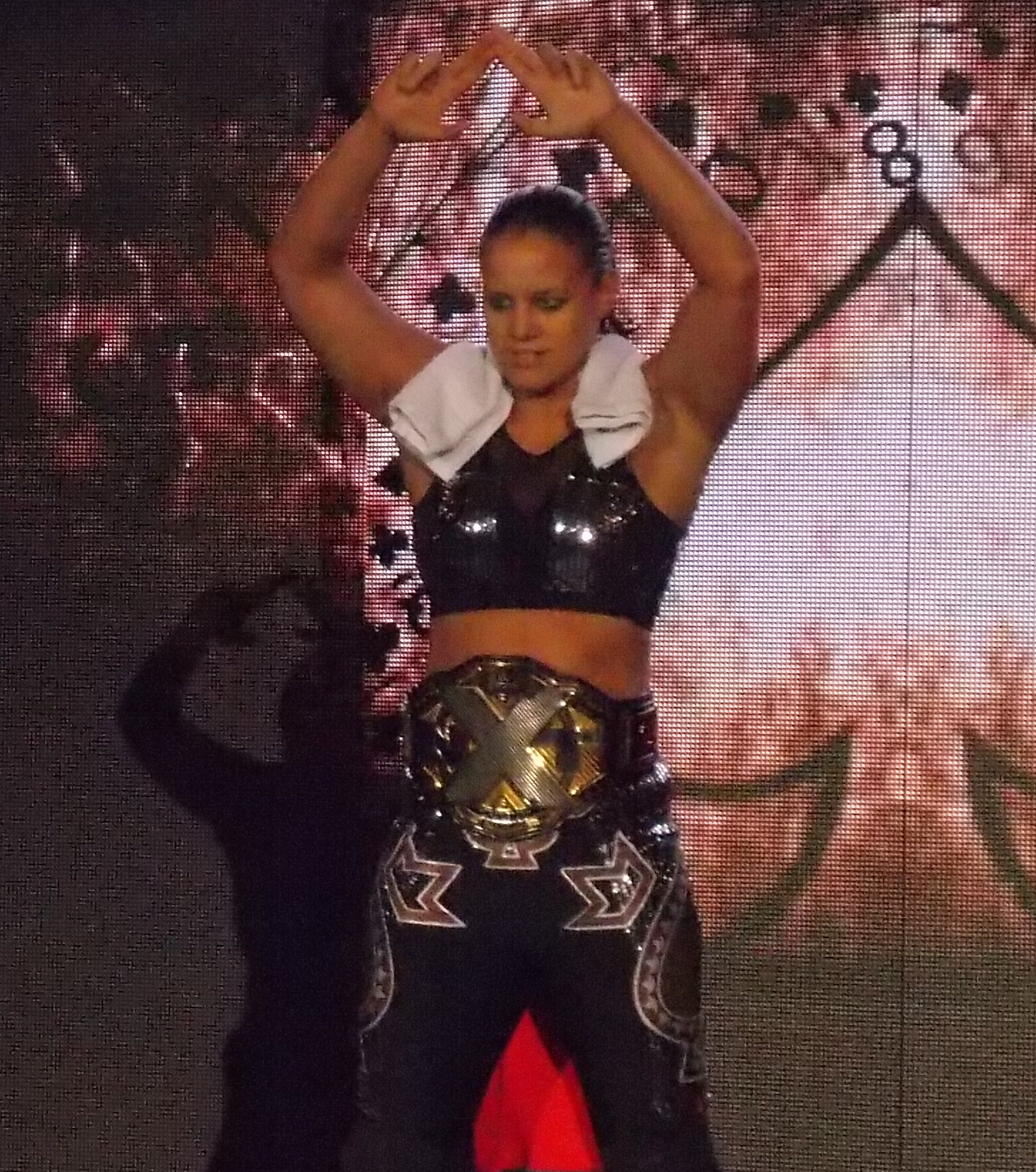
La dos veces campeona a récord (empatada con Charlotte Flair y Roxanne Perez) y del reinado combinado más largo Shayna Baszler, mostrada aquí con la versión 2017-2022 del cinturón del campeonato; mismo que ostentó durante un total combinado de 549 días.

La siguiente lista muestra el total de días que una luchadora ha poseído el campeonato si se suman todos los reinados que posee. Actualizado a la fecha del 16 de agosto de 2025.
| + | Indica a la campeona actual. |

| N.º | Luchadora        | Reinados | Días combinados | Reconocidos por WWE |
| --- | ---------------- | -------- | --------------- | ------------------- |
| 1   | Shayna Baszler   | 2        | 549             | 548                 |
| 2   | Asuka            | 1        | 510             | 522                 |
| 3   | Mandy Rose       | 1        | 413             | 413                 |
| 4   | Roxanne Perez    | 2        | 385             | 384                 |
| 5   | Charlotte Flair  | 2        | 331             | 321                 |
| 6   | Paige            | 1        | 308             | 273                 |
| 7   | Io Shirai        | 1        | 304             | 304                 |
| 8   | Bayley           | 1        | 223             | 223                 |
| 9   | Raquel González  | 1        | 202             | 201                 |
| 10  | Sasha Banks      | 1        | 192             | 191                 |
| 11  | Lyra Valkyria    | 1        | 165             | 164                 |
| 12  | Ember Moon       | 1        | 140             | 139                 |
| 13  | Tiffany Stratton | 1        | 107             | 107                 |
| 14  | Rhea Ripley      | 1        | 98              | 108                 |
| 15  | Jacy Jayne       | 1        | 81+             | 81+                 |
| 16  | Stephanie Vaquer | 1        | 77              | 77                  |
| 17  | Kairi Sane       | 1        | 71              | 71                  |
| 18  | Giulia           | 1        | 63              | 63                  |
| 19  | Becky Lynch      | 1        | 42              | 42                  |
| 20  | Indi Hartwell    | 1        | 31              | 31                  |

### Mayor cantidad de reinados
| Reinados | Luchadora (s)                                   |
| -------- | ----------------------------------------------- |
| 2 veces  | Shayna Baszler, Charlotte Flair, Roxanne Perez. |